# U Železné lávky
Ulice U Železné lávky na Malé Straně v Praze spojuje Kosárkovo nábřeží a nábřeží Edvarda Beneše. Nazvána je podle řetězové lávky zvané Rudolfova lávka podle korunního prince Rudolfa, která od roku 1870 měla odlehčit dopravu na Karlově mostě, v roce 1914 ji nahradil Mánesův most. Lávku u břehu Vltavy připomíná hrázděný mýtní domek, dnes tu sídlí občanské sdružení pro práci s dětmi a mládeží. Jihozápadní část ulice tvoří park Klárova, druhou část tzv. Schönovy domy, nazvané podle inženýra Františka Schöna, který navrhl lávku a první dům na čísle 127/4, dnes je tu restaurace.

## Historie a názvy
V středověku tu byl přívoz v osadě Písek (Rybáře), první písemná zmínka je z roku 1293. Pozdější "Dolejší staroměstský přívoz" mezi Klárovem a Starým Městem je poprvé zmíněn v roce 1769, byl zrušen po výstavbě lávky. Původní název ulice byl "Dolní přívozní", od roku 1870 je oficiální název "U Železné lávky".

## Budovy, firmy a instituce
- mýtní domek - U Železné lávky 554/2[3]
- Steak bar El Pablo - U Železné lávky 4[4]
- divadélko Romaneto - U Železné lávky 6[5]
- vinotéka Zlatá štika - U Železné lávky 10[6]
- hotel Klárov - U Železné lávky 12[7]
- hotel Trinidad - U Železné lávky 14[8]
- restaurace Na Klárově - U Železné lávky 16[9]